# Штеммен (Ротенбург)
Штеммен (нем. Stemmen) — община в Германии, в земле Нижняя Саксония.
Входит в состав района Ротенбург-на-Вюмме. Подчиняется управлению Финтель. Население составляет 902 человека (на 31 декабря 2010 года). Занимает площадь 24,63 км².